# Prčanj
Prčanj är en ort i Montenegro. Den ligger i den sydvästra delen av landet, 40 km väster om huvudstaden Podgorica. Prčanj ligger 8 meter över havet och antalet invånare är 1 244.
Terrängen runt Prčanj är kuperad söderut, men norrut är den bergig. Prčanj ligger nere i en dal. Runt Prčanj är det ganska glesbefolkat, med 48 invånare per kvadratkilometer. Närmaste större samhälle är Herceg Novi, 16,8 km väster om Prčanj. 